# Aire-sur-la-Lys
Aire-sur-la-Lys település Franciaországban, Pas-de-Calais megyében. Lakosainak száma 9568 fő (2022. január 1.). Aire-sur-la-Lys Isbergues, Lambres, Mametz, Saint-Augustin, Roquetoire, Saint-Venant, Witternesse, Wittes, Boëseghem, Thiennes és Blessy községekkel határos.

## Népesség
A település népességének változása:
| Lakosok száma | 9947 | 9853 | 10 122 | 9871 | 9772 | 9691 | 9610 | 9585 | 9568 |
|               | 2013 | 2015 | 2016   | 2017 | 2018 | 2019 | 2020 | 2021 | 2022 |